# Bopolu (cratera)
Bopolu é uma cratera marciana. Tem como característica 19.3 quilômetros de diâmetro. Deve o seu nome a Bopolu, uma localidade da Libéria.